# 쁘렘 띤나술라논
쁘렘 띤나술라논(태국어: เปรม ติณสูลานนท์, Prem Tinsulanonda 1920년 8월 26일 ~ 2019년 5월 26일)은 타이 왕국의 군인 겸 정치인으로, 국방 장관과 총리, 추밀원장을 지냈다. 2016년 푸미폰 아둔야뎃 라마 9세 국왕 서거 후 마하 와치랄롱꼰 라마 10세 즉위 이전 기간 동안 국왕 업무를 대행했다. 라마 10세 즉위 후에도 추밀원 원장으로 유임되었다.
쁘렘은 송클라 태생으로 총리 재임 기간 동안 두 차례의 쿠데타 시도를 막아냈다. 1998년 추밀원장에 취임한 후 푸미폰 국왕의 사상과 프로젝트를 알리는 역할을 수행해 '국왕의 입'이라는 별명이 붙었다. 탁신 친나왓 전 총리와는 반대되는 입장이었으며, 탁신 총리는 군부 쿠데타로 축출된 후 쁘렘 추밀원장을 쿠데타의 배후로 지목했다.